# إسحاق هاميلتون
إسحاق هاميلتون (14 مايو 1994 في الولايات المتحدة - ) (بالإنجليزية: Isaac Hamilton) هو لاعب كرة سلة أمريكي في مركز مدافع مسدد الهدف. لعب مع بروينز لجامعة كاليفورنيا ‏.

## وصلات خارجية
- إسحاق هاميلتون على موقع سبورتس رفرنس (الإنجليزية)
- إسحاق هاميلتون على موقع كرة السلة الأوروبية.كوم (الإنجليزية)
- إسحاق هاميلتون على موقع كلية كرة السلة في سبورتس رفرنس.كوم (الإنجليزية)
- إسحاق هاميلتون على موقع ريلجم (الإنجليزية)
- إسحاق هاميلتون على موقع بروبوليرز (الإنجليزية)
- إسحاق هاميلتون على موقع سبورتس رفرنس (الإنجليزية)